# Portugal Masters
De Portugal Masters is een golftoernooi dat deel uitmaakt van de Europese PGA Tour en op de Victoria baan van Oceânico Golf in Vilamoura gespeeld wordt.
Het toernooi bestaat sinds 2007 en wordt in het najaar gespeeld. Het Portugees Open wordt in het voorjaar gespeeld.
De Victoria Course is in 2000 door Arnold Palmer aangelegd. Hij is erg vlak, er zijn vier meren die bij zeven holes in spel komen. In 2005 werd hier de World Cup gewonnen door Stephen Dodd en Bradley Dredge van Wales.
Nadat dit toernooi drie keer op de Oceânico Victoria is gespeeld, heeft Portugal besloten om mee te dingen naar de Ryder Cup in 2018, net als Duitsland, Frankrijk, Portugal, Spanje en Nederland (op The Dutch). Oceânico beschikt over zeven golfbanen, maar de Ryder Cup gaat in 2018 naar Frankrijk.
In 2014 bestond het toernooi slechts uit 36 holes, nadat er zo veel regen was gevallen dat grote delen van de vlakke baan onder water stonden. Winnaar Alexander Levy scoorde 63-61, 18 onder par, inclusief 11 birdies op de par-4 holes. 

## Winnaars
| Jaar | Baan                                   | Winnaar            | Score | Score | Beste Nederlander        | Beste Belg              |
| ---- | -------------------------------------- | ------------------ | ----- | ----- | ------------------------ | ----------------------- |
| 2007 | Oceânico Victoria Golf Club, Vilamoura | Steve Webster      | 263   | -25   | Robert-Jan Derksen (11)  | =                       |
| 2008 | Oceânico Victoria Golf Club, Vilamoura | Alvaro Quiros      | 269   | -19   | Robert-Jan Derksen (16)  | =                       |
| 2009 | Oceânico Victoria Golf Club, Vilamoura | Lee Westwood       | 265   | -23   | Robert-Jan Derksen (12)  | =                       |
| 2010 | Oceânico Victoria Golf Club, Vilamoura | Richard Green      | 270   | -18   | Joost Luiten (T2)        | =                       |
| 2011 | Oceânico Victoria Golf Club, Vilamoura | Tom Lewis          | 267   | -21   | Joost Luiten (T29)       | Nicolas Colsaerts (T44) |
| 2012 | Oceânico Victoria Golf Club, Vilamoura | Shane Lowry        | 270   | -14   | Robert-Jan Derksen (T16) | =                       |
| 2013 | Oceânico Victoria Golf Club, Vilamoura | David Lynn         | 266   | -18   | Robert-Jan Derksen (T11) | Nicolas Colsaerts (T16) |
| 2014 | Oceânico Victoria Golf Club, Vilamoura | Alexander Levy     | 124   | -18   | Robert-Jan Derksen (T47) | Nicolas Colsaerts (T2)  |
| 2015 | Oceânico Victoria Golf Club, Vilamoura | Andy Sullivan      | 261   | -23   | =                        | Thomas Pieters (T6)     |
| 2016 | Oceânico Victoria Golf Club, Vilamoura | Pádraig Harrington | 261   | -23   | =                        | Thomas Pieters (T31)    |
| 2017 | Oceânico Victoria Golf Club, Vilamoura | Lucas Bjerregaard  | 264   | -20   | =                        | Nicolas Colsaerts (T12) |
| 2018 | Oceânico Victoria Golf Club, Vilamoura | Tom Lewis          | 262   | -22   | =                        | Nicolas Colsaerts (T40) |
| 2019 | Oceânico Victoria Golf Club, Vilamoura | Steven Brown       | 267   | -17   | =                        | =                       |
| 2020 | Oceânico Victoria Golf Club, Vilamoura | George Coetzee     | 268   | -16   | Joost Luiten (CUT)       | =                       |